# 31a edició dels Premis Sant Jordi de Cinematografia
La 31a edició dels Premis Sant Jordi de Cinematografia va tenir lloc el 5 de maig de 1987, patrocinada per Ràdio Nacional d'Espanya. Els guanyadors es van donar a conèixer el 22 de gener.
La cerimònia d'entrega es va dur a terme a Scala Barcelona. Franco Fabrizi va recollir el premi en nom de marcello Mastroianni, que no hi va poder assistir i Juan Luis Buñuel va recollir el deu seu pare. Un grup de comentaristes de cinema van enviar un escrit de protesta a La Vanguardia criticant que el jurat dels premis només estigués integrat per una part del col·lectiu de la crítica barcelonina.

## Premis Sant Jordi
| Categoria                        | Premiat                  | Labor premiada                    |
| -------------------------------- | ------------------------ | --------------------------------- |
| Millor pel·lícula espanyola      | El viaje a ninguna parte | Pel·lícula                        |
| Millor pel·lícula estrangera     | Una habitació amb vista  | James Ivory                       |
| Millor actor espanyol            | Juan Echanove            | Tiempo de silencio                |
| Millor actriu espanyola          | Assumpta Serna           | Matador                           |
| Millor actor estranger           | Marcello Mastroianni     | Ginger i Fred                     |
| Millor actriu estrangera         | Sandrine Bonnaire        | Sense sostre ni llei              |
| Premi Especial del Jurat         | Luis Buñuel              | per la seva trajectòria           |
| Premi a la labor cinematogràfica | Palmira González López   | Per la qualitat en la distribució |